# Inukjuak
Pour les articles homonymes, voir Inukjuak (homonymie).
Inukjuak (en syllabaire inuktitut : ᐃᓄᑦᔪᐊᖅ) est un village nordique du Nunavik de l'administration régionale Kativik situé dans la région administrative du Nord-du-Québec, au Québec.

## Description
Le recensement de 2011 y dénombre 1 597 habitants, une augmentation de 23,4 % depuis 2001. Ses habitants sont des Inukjuamiuq.
Inuk (homme) juaq (important) veut dire : « le géant ».
L'écrivain Markoosie Patsauq, ainsi que la travailleuse communautaire et chroniqueuse Martha Malaya Inukpuk, sont originaires d'Inukjuak.
Innavik Hydro ouvre une première Centrale hydro-électrique dans les villages Inuit en novembre 2023

## Géographie

### Climat
Inukjuak
| Mois                                  | jan.       | fév.       | mars     | avril      | mai        | juin      | jui.      | août      | sep.       | oct.       | nov.       | déc.       | année      |
| ------------------------------------- | ---------- | ---------- | -------- | ---------- | ---------- | --------- | --------- | --------- | ---------- | ---------- | ---------- | ---------- | ---------- |
| Température minimale moyenne (°C)     | −28,6      | −29,9      | −26,1    | −16,3      | −5,1       | 0,8       | 5,5       | 5,9       | 2,5        | −2,6       | −10,6      | −22,7      | −10,6      |
| Température moyenne (°C)              | −24,8      | −25,8      | −21,2    | −11,7      | −1,9       | 4,6       | 9,4       | 9,2       | 5,1        | −0,3       | −7,4       | −18,9      | −7         |
| Température maximale moyenne (°C)     | −21        | −21,6      | −16,3    | −7,1       | 1,2        | 8,4       | 13,2      | 12,5      | 7,7        | 2          | −4,2       | −15        | −3,4       |
| Record de froid (°C) date du record   | −46,1 1926 | −49,4 1927 | −45 1939 | −35,2 2018 | −25,6 1974 | −9,4 1929 | −6,7 1937 | −2,8 1922 | −11,1 1923 | −22,8 1939 | −33,9 1933 | −43,3 1933 | −49,4 1927 |
| Record de chaleur (°C) date du record | 1,9 2011   | 5 1937     | 4,8 2010 | 9,6 2005   | 26,8 2001  | 30 1955   | 30 2009   | 27,6 2003 | 27,1 2005  | 16,7 1948  | 8,3 1924   | 16,1 1923  | 30 1955    |
| Ensoleillement (h)                    | 63,5       | 122,5      | 182,5    | 183,2      | 159,4      | 209,4     | 226       | 171,7     | 97,9       | 50,4       | 31,8       | 35,2       | 1 533,5    |
| Précipitations (mm)                   | 14,4       | 11,6       | 15,5     | 22,6       | 27         | 38,2      | 60,1      | 61,1      | 70,1       | 58,6       | 50,6       | 30,3       | 459,9      |
| dont neige (cm)                       | 15         | 12         | 16,1     | 19,4       | 14,6       | 4,4       | 1         | 0         | 7,5        | 32,6       | 50         | 32         | 204,5      |
| Nombre de jours avec précipitations   | 10,7       | 9,1        | 9,1      | 10         | 11,3       | 10,7      | 12,8      | 15,1      | 18,9       | 20,4       | 20,6       | 15,1       | 163,8      |
| Humidité relative (%)                 | 70,7       | 68,5       | 73,1     | 81,6       | 86,6       | 86        | 86,9      | 89,1      | 87,5       | 85,3       | 82,7       | 76,8       | 81,2       |
| Nombre de jours avec neige            | 10,8       | 9,2        | 9,3      | 9,9        | 8,4        | 3,6       | 0,26      | 0,13      | 5          | 15,6       | 20,3       | 15,3       | 107,8      |

| Diagramme climatique                                  |                |                |               |           |            |             |             |            |           |               |              |
| J                                                     | F              | M              | A             | M         | J          | J           | A           | S          | O         | N             | D            |
| −21−28,614,4                                          | −21,6−29,911,6 | −16,3−26,115,5 | −7,1−16,322,6 | 1,2−5,127 | 8,40,838,2 | 13,25,560,1 | 12,55,961,1 | 7,72,570,1 | 2−2,658,6 | −4,2−10,650,6 | −15−22,730,3 |
| Moyennes : • Temp. maxi et mini °C • Précipitation mm |                |                |               |           |            |             |             |            |           |               |              |

## Histoire

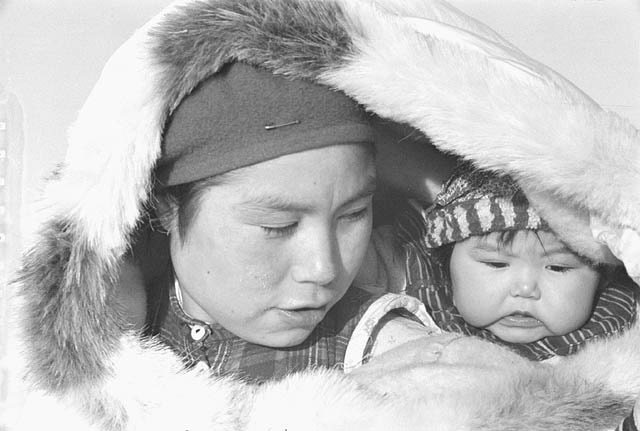
Martha Nulukie et sa fille Louisa, 1947.

Au début du XXe siècle, la compagnie Revillon Frères ouvre un poste de traite des fourrures à ce qui était appelé alors Port Harrison. Selon Taamusi Qumaq, elle y vendait surtout des pièges à renard. Pour sa part, la Compagnie de la Baie d'Hudson y ouvre un poste de traite vers 1920.
En 1927, la mission anglicane St. Thomas vient s'établir. Le gouvernement fédéral ouvre un bureau de poste et un poste de police en 1935, un poste de soins infirmiers en 1947 et une école en 1951.
La coopérative a ouvert ses portes en 1962. Le 7 juin 1980, Inukjuak a été légalement constitué en municipalité.
Inukjuak est d'ailleurs le premier village du Nunavik à assurer des services policiers. La Gendarmerie royale canadienne (GRC) s'y était établie dès 1936, avant d'être remplacée en 1961 par la Sûreté du Québec, puis par le Corps de police régional Kativik en 1996.

## Démographie

### Population
| 1981 | 1996  | 2001  | 2006  | 2011  | 2016  |
| ---- | ----- | ----- | ----- | ----- | ----- |
| 660  | 1 184 | 1 294 | 1 597 | 1 597 | 1 757 |

### Langues
À Inukjuak, selon l'Institut de la statistique du Québec, la langue la plus parlée le plus souvent à la maison en 2011 sur une population de 1 595 habitants, est l'inuktitut à 94,67 %, le français à 1,57 % et l'anglais à 3,76 %.

## Administration
| Période                                  | Période  | Identité            | Étiquette | Qualité |
| ---------------------------------------- | -------- | ------------------- | --------- | ------- |
| ?                                        | 2015     | Peter Inukpuk       |           |         |
| 2015                                     | 2018     | Pauloosie Kasudluak |           |         |
| 2018                                     | 2021     | Simeonie Nalukturuk |           |         |
| 2021                                     | En cours | Pauloosie Kasudluak |           |         |
| Les données manquantes sont à compléter. |          |                     |           |         |

## Éducation
La Commission scolaire Kativik administre l'École Innalik. De 1960 à 1971, le foyer fédéral de Port Harrison est établi dans la communauté. 

## Dans la culture
Le film Nanouk l'Esquimau, parut en 1922, fut tourné par Robert Flaherty à Inukjuak (Port Harrison).
En 2004, le cinéaste reporter Antoine de Maximy, filme et visite Inukjuak pour sa série " J'irai dormir chez vous " .

## Personnalités
- Isa Paddy Aqiattusuk, artiste
- Asinnajaq, artiste, écrivain, réalisatrice, et conservatrice de musée
- Larry Audlaluk, activiste et écrivain
- Melissa Haney, pilote
- Charlie Inukpuk, artiste
- Adamie Niviaxie, sculpteur
- Annie Niviaxie, sculptrice
- Leah Nuvalinga Qumaluk, artiste
- Taamusi Qumaq, historien, linguiste, écrivain et politicien
- Isa Smiler, artiste

## Galerie
|                                                                      |
| Robert Flaherty filmant Nanouk l'Esquimau à Port Harrison, 1920-1921 |

|                                                    |
| Déchargement de marchandises à Port Harrison, 1922 |